# Ana Arbizú y Flores
Ana Mateo Arbizú y Flores (Yuscarán, 21 de septiembre de 1825-Tegucigalpa, 30 de noviembre de 1903), conocida también como Ana Arbizú de Guardiola, fue una poeta hondureña, considerada la primera del país.

## Biografía
Hija de Calixto Arbizu Vizcaya y de Santos Flores. Su primera obra literaria apareció en Tegucigalpa en 1847, hecha en honor a la muerte de su padre. Otra composición apareció en el diario La Gaceta en 1865, como recordatorio de su hija Gumersinda.
Se convirtió en primera dama de Honduras, porque su esposo José Santos Guardiola fue presidente de Honduras entre 1856 y 1862. Según la historiadora Anarella Véles, ella y su esposo «hicieron de Honduras un país mejor y con una identidad más clara al crear los símbolos patrios».
Debido al asesinato de Guardiola en 1862, la familia tuvo que emigrar de Comayagua, de donde eran originarios, a la capital, Tegucigalpa.